# Obóz zbiorczy Abwehry w Kielcach
Obóz zbiorczy Abwehry w Kielcach (Abwehr Sammellager in Kielce) – obóz wywiadowczy Abwehry podczas II wojny światowej.
Obóz został utworzony wiosną 1942 r. z inicjatywy Ministerstwa Rzeszy do spraw Okupowanych Terytoriów Wschodnich Alfreda Rosenberga. Mieścił się w b. koszarach na przedmieściu Kielc. Funkcję komendanta pełnił por. von Monke. Kadra obozu – oprócz Niemców – składała się też z Białych Rosjan. W obozie przebywali jeńcy wojenni z Armii Czerwonej i „wschodni” robotnicy przymusowi. Maksymalnie było to ok. 1,5 tys. osób. Brali oni udział w specjalnych szkoleniach, podczas których były puszczane filmy dokumentalne oraz prowadzone wykłady i odczyty o charakterze antysowieckim. Kursanci byli podzieleni na 2 grupy, podzielone na kompanie. Pierwsza grupa składała się z osób, które miały być skierowane na dalsze kursy do obozów w Wutzetz, Wustrau i Zittenhorst. Druga grupa „K” (Kaukaz) była złożona z Gruzinów, Ormian, Azerów i Górali Kaukauskich. Na ich czele stał emigrant gruziński płk Michaił Culukidze. Mieli oni prowadzić działalność propagandową po zajęciu przez wojska niemieckie Kaukazu. Po przejściu przeszkolenia kursanci byli kierowani do pracy w strukturach Ministerstwa A. Rosenberga na okupowanych terenach ZSRR.